# 下棘隆胎鳚
下棘隆胎鳚（學名：Emblemaria hypacanthus），為輻鰭魚綱鳚形目煙管鳚科隆胎鳚屬的一種，分布於中太平洋東部加利福尼亞灣海域，深度10至30公尺，本魚體延長，頭短鈍，無刺，吻部有2條光滑的縱脊，口腔頂部兩側各有一排牙齒，眼上有1條觸鬚，鼻孔有短鬚，無側線、無鱗片，背鰭硬棘20-22枚、背鰭軟條13-16枚，雄魚背鰭前部大，呈帆狀，臀鰭硬棘2枚、臀鰭軟條22-23枚，雄魚體色通常為黑色至深棕色或棕褐色，側面中央有深棕色條紋或斑點，眼睛上方的捲鬚為紅色，尖端為黑色；雌魚具有高度雜色的圖案，通常沿著臀鰭側面和基部的中間有一排排棕色斑點，背鰭基部下方有棕色的馬鞍狀斑紋，體長可達5公分，棲息在沙石底質水域，通常躲在空的蠕蟲管中，以浮游動物為食，雌魚產附著性卵，由雄魚守護魚卵，生活習性不明。